# Bismutotantalite
La bismuto tantalite è un minerale appartenente al gruppo della cervantite.